# Козырные тузы
«Козырны́е тузы́» (англ. Smokin' Aces) — кинофильм 2006 года, снятый совместно США, Францией и Великобританией, криминальный боевик-триллер с элементами драмы, режиссёр Джо Карнахан. Фильм повествует о борьбе ФБР с американской мафией. В главных ролях: Джереми Пивен, Райан Рейнольдс, Рэй Лиотта, Энди Гарсиа, Алиша Киз, Томми Флэнаган и Нестор Карбонель.
В начале 2010 года на DVD, без выхода в широкий прокат, был выпущен фильм «Козырные тузы 2: Бал смерти», являющийся приквелом. Из киллеров первого фильма в нём появились Лазло Сут (Томми Фланаган) и один из братьев Треморов — Лестер (Мори Стерлинг). Кроме того, колоритные роли наёмных убийц сыграли Винни Джонс и Майкл Паркс. В фильме также упоминается имя Бадди Израэла, Примо Спарацца, Дживза и Дарвина Треморов.

Фильм был снят в Стэйтлайне.

## Сюжет
Агентам ФБР Ричарду Месснеру (Райан Рейнольдс) и Дональду Карратерсу (Рэй Лиотта) поручено сохранить жизнь лас-вегасскому шоумену-гангстеру Бадди Израэлу (Джереми Пивен) по прозвищу «Туз», который согласился сотрудничать с властями и за жизнь которого главой мафии назначена цена в один миллион долларов.
В погоню за деньгами и сердцем Бадди отправляются сразу несколько наёмных убийц: пара чернокожих киллерш Джорджия Сайкс (Алиша Киз) и Шэрис Вэттерс (Тараджи П. Хенсон), кровавый мастер перевоплощения из Венгрии Лазло Сут (Томми Флэнаган), специалист по пыткам Паскуаль Акоста (Нестор Карбонель), трое братьев-нацпанков Треморов — Дарвин (Крис Пайн), Дживс (Кевин Дюранд) и Лестер (Мори Стерлинг), а также залогодатель Бадди Джек Дупри (Бен Аффлек) и двое бывших полицейских Холлис Элмор (Мартин Хендерсон) и Пит Дикс (Питер Берг). Все они жаждут получить миллион и у всех очень мало времени.
В то же самое время заместитель директора ФБР Стэнли Локк (Энди Гарсиа) обнаруживает новые факты и коренным образом меняет планы агентства, не предупредив об этом агентов, работающих на месте. И это приводит к бойне между двумя противодействующими структурами…

## В ролях
| Актёр                 | Роль                                     |
| --------------------- | ---------------------------------------- |
| Райан Рейнольдс       | Ричард Месснер                           |
| Рэй Лиотта            | Дональд Карратерс                        |
| Джереми Пивен         | Бадди «Тузы» Израэл                      |
| Томми Флэнаган        | Лазло Сут                                |
| Common                | Сэр Айви                                 |
| Энди Гарсиа           | заместитель директора ФБР Стэнли Локк    |
| Алиша Киз             | Джорджия Сайкс                           |
| Тараджи П. Хенсон     | Шэрис Вэттерс                            |
| Нестор Карбонель      | Паскуаль Акоста                          |
| Крис Пайн             | Дарвин Тремор                            |
| Кевин Дюранд          | Дживс Тремор                             |
| Мори Стерлинг         | Лестер Тремор                            |
| Бен Аффлек            | Джек Дюпри                               |
| Питер Берг            | Пит «Пистол» Дикс                        |
| Мартин Хендерсон      | Холлис Элмор                             |
| Джозеф Рускин         | Примо Спарацца                           |
| Джейсон Бейтман       | Руперт «Рип» Рид                         |
| Алекс Рокко           | Серна                                    |
| Уэйн Ньютон           | в роли самого себя                       |
| Кристофер Майкл Холли | Бини                                     |
| Мэттью Фокс           | начальник службы безопасности отеля Билл |
| Майк Фалкоу           | Фримен Хеллер                            |
| Давиния МакФэдден     | Лоретта Вайман                           |
| Джордж Фишер          | МакГейри                                 |
| Кёртис Армстронг      | Моррис Меклен                            |
| Владимир Кулич        | «Швед»                                   |
| Джоэл Эдгертон        | Хьюго Круп                               |
| Дэвид Провэл          | Виктор Падич                             |
| Зак Кумер             | Уоррен                                   |
| Марианн Мюллерлейл    | Марджи Терлок                            |
| Брайан Блум           | агент Бейкер                             |
| Клер Кэри             | Лаверн                                   |

## Критика
Дэвид Денби из The New Yorker дал отрицательную рецензию на фильм, назвав его «бессердечным» с «античным насилием».
Питер Трэверс из Rolling Stone дал фильму 3 звезды из 4, отметив, что в фильме «слишком много персонажей и слишком много сюжетных линий».